# Gastronomia molecolare

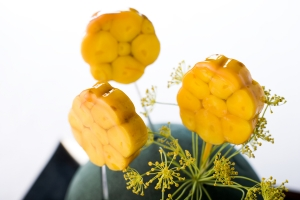
Questa creazione, denominata Octopop, di Adam Melonas è un tipico esempio di gastronomia molecolare. È stato cucinato con un polpo cotto a bassissime temperature utilizzando la transglutaminasi.

La gastronomia molecolare è una sottodisciplina della scienza dell'alimentazione che si propone di studiare le trasformazioni fisiche e chimiche degli ingredienti durante la cucina. Il suo programma include tre aree, in quanto riconosce che la cucina ha tre componenti: sociale, artistica e tecnica. 
Avrebbe fra i suoi obiettivi dichiarati quello di "trasformare la cucina da una disciplina empirica ad una scienza". In particolare, per i cocktail, prende talvolta il nome di molecular mixology.
Nelle forme più nobili è uno stile moderno di cucina, che si avvale di alcune ricerche tecniche recenti e innovazioni tecniche dalla scienza. Tuttavia, ormai alcuni chef associati al termine respingono il nome "cucina molecolare" preferendo altre espressioni, come ad esempio "cucina emozionale", "cucina modernistica", e "cucina sperimentale".

## Storia

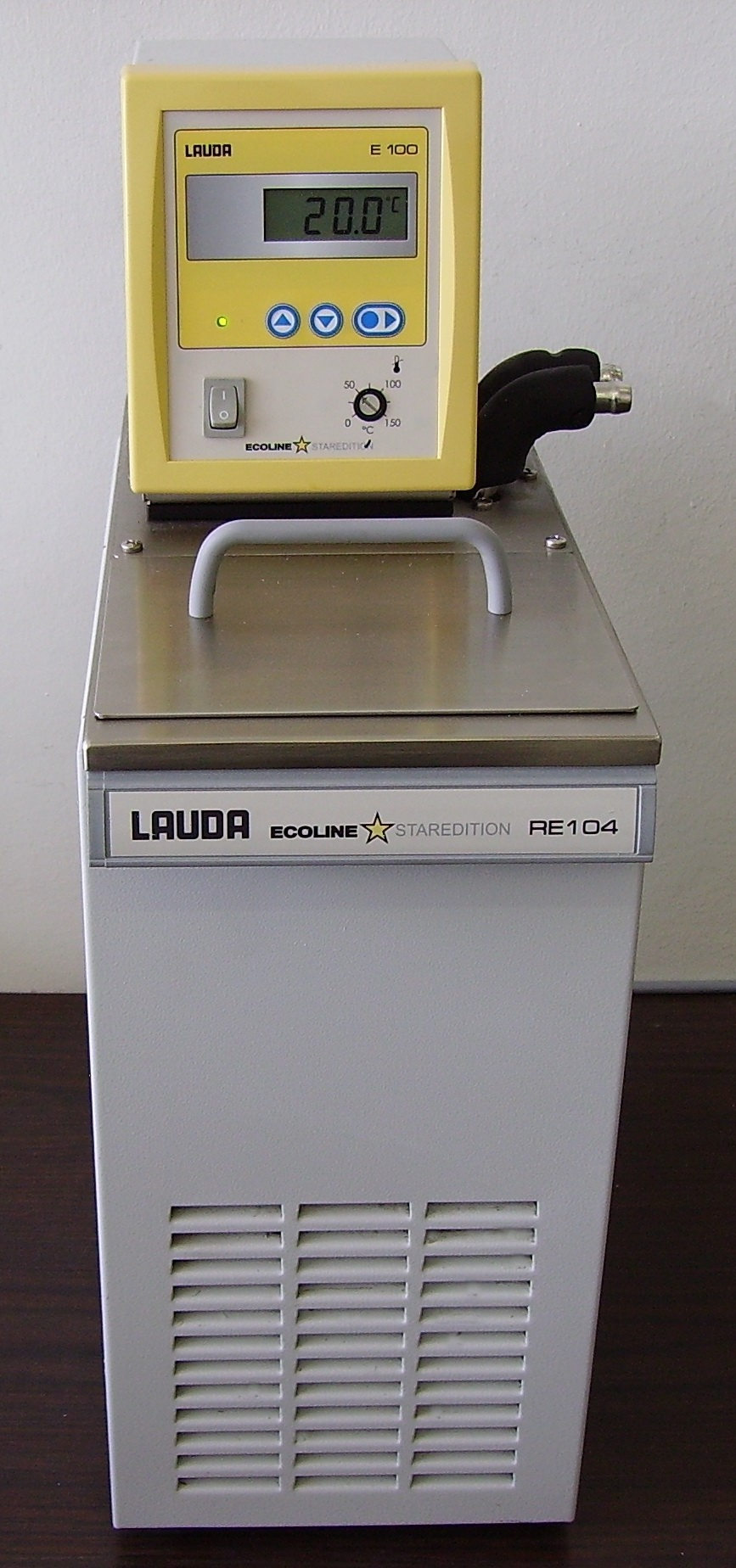
Circolatore ad immersione termica, per la cottura a bagnomaria con continuo ricircolo dell'acqua

Molte branche della scienza alimentare studiano diversi aspetti del cibo, come la sicurezza, la microbiologia, la conservazione, la chimica, l'ingegneria e la fisica; tuttavia fino all'avvento della gastronomia molecolare, non vi era alcuna disciplina formale dedicata allo studio dei processi chimici e fisici per la cucina casalinga e nei ristoranti, al contrario della gastronomia industriale per la preparazione del cibo per il mercato di massa.
L'ungherese Kurti fu un sostenitore dell'applicazione delle conoscenze scientifiche nel mondo culinario. Fu uno dei primi cuochi televisivi nel Regno Unito in un programma televisivo in bianco e nero del 1969 dal titolo "The Physicist in the Kitchen" ("Il fisico in cucina"). Presentava tecniche ritenute innovative, come l'utilizzo di una siringa per iniettare il brandy nelle torte calde per non rompere la crosta; nello stesso anno, Kurti tenne una presentazione (anch'essa intitolata "il fisico in cucina") per la Royal Society di Londra. Prepararò una meringa tramite una camera a vuoto, e cucinò salsicce con una batteria per auto. A dimostrare la digestione delle proteine grazie al succo fresco di ananas e a preparare come dessert una Baked Alaska calda dentro e fredda fuori, con un forno a microonde. Kurti era inoltre un sostenitore della cottura a bassa temperatura (ripeteva alcuni esperimenti minori del XVIII secolo di Thompson). Lasciando 2 kg di carne d'agnello in un forno alla temperatura di 80 °C: dopo ben 8 ore e mezza la temperatura era di 75 °C, e la carne tenera e succosa. Insieme a sua moglie Giana, Kurti scrisse anche un'antologia su cibo e scienza per i membri della Royal Society.
This iniziò poi a raccogliere "precisioni culinarie" (vecchi racconti di cucina e trucchi di cottura) negli anni ottanta, ed iniziò anche a testare queste ricette.
Il nome gastronomia molecolare e fisica venne coniato dai due nel 1988. Nacque inizialmente come riferimento umoristico alla biologia molecolare; si sviluppò sul finire degli anni ottanta principalmente presso l'INRA e il Collège de France di Parigi ad opera di This e di Pierre-Gilles de Gennes; e da McGee (negli USA).
La nascita ufficiale è del 1990, a seguito del primo workshop, chiamato "Atelier Internazionale di Gastronomia Molecolare" si tenne ad Erice, in Sicilia. Trattava ufficialmente di metodi di cottura alternativi: alla fine, il termine abbreviato "gastronomia molecolare" è diventata l'etichetta ufficiale.
In Italia è stata recentemente riesumata da Davide Cassi. Nel 2005, con il cuoco Bocchia scrive il libro Il gelato estemporaneo e altre invenzioni gastronomiche.
Si riconducono talvolta ad Apicio e a Brillat-Savarin.
A livello internazionale, uno dei massimi realizzatori di cucina molecolare al mondo è lo chef spagnolo Ferran Adrià.

## La teoria
Gli obiettivi originari della gastronomia molecolare, così come definiti da Hervé This, erano inizialmente:
1. Indagare proverbi culinari e gastronomici, detti e racconti di vecchie massaie;
2. Esplorare le ricette esistenti
3. Introduzione di nuovi strumenti, ingredienti e metodi in cucina
4. Inventare nuovi piatti
5. Utilizzare la gastronomia molecolare per aiutare il pubblico a comprendere il contributo della scienza alla società

In seguito, This ritenne che i punti 3, 4 e 5 non fossero del tutto obiettivi scientifici (ma piuttosto un'applicazione della tecnologia a fini educativi) e da allora ha rivisto gli obiettivi primari della gastronomia molecolare in 3 nuovi principi basati su:
1. i fenomeni sociali legati all'attività culinaria
2. la componente artistica dell'attività culinaria
3. la componente tecnica dell'attività culinaria

## La pratica
Gastronomia molecolare era un'espressione originariamente destinata a riferirsi solo alla ricerca scientifica nelle tecniche di cottura, ma in seguito venne anche adottata da un certo numero di chef per descrivere uno nuovo stile di cucina, che inizialmente esplorava nuove possibilità in cucina, abbracciando la scienza, la ricerca e i progressi tecnologici nelle attrezzature e negli ingredienti (tra cui l'uso di diverse gomme naturali e idrocolloidi prodotti dalla trasformazione dell'industria alimentare commerciale).
In ambito applicativo, i principi propugnati dalla gastronomia molecolare hanno portato all'invenzione e sperimentazione di nuove modalità di preparazione, cottura, abbinamento e presentazione dei cibi: il congelamento attraverso l'azoto liquido, l'uso alimentare del tabacco, la "frittura" nello zucchero, l'uso del vuoto spinto per la preparazione di mousse e meringhe.

## Tecniche, strumenti e ingredienti

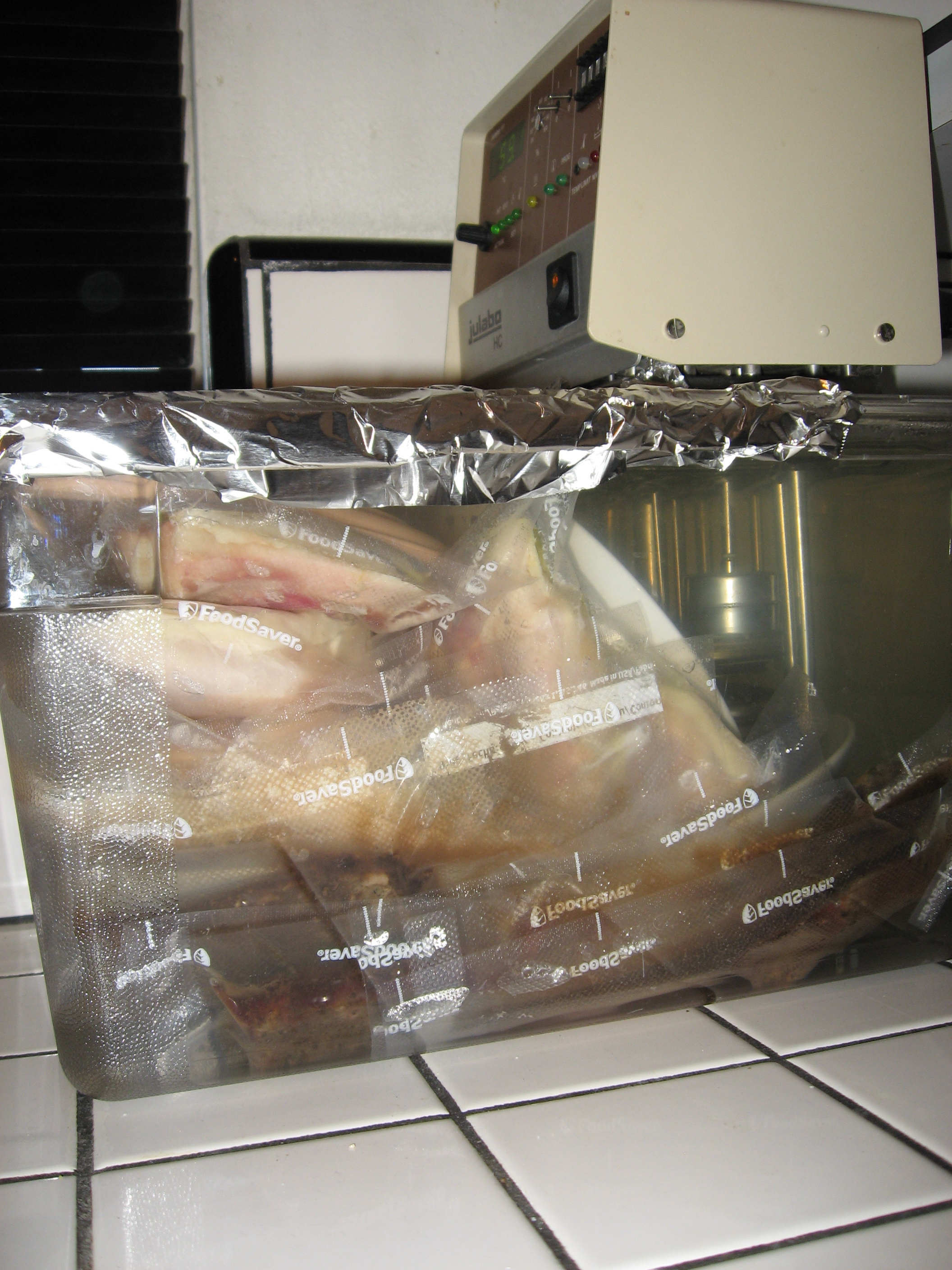
"Apparecchio per la lenta cottura sottovuoto a bassa temperatura"

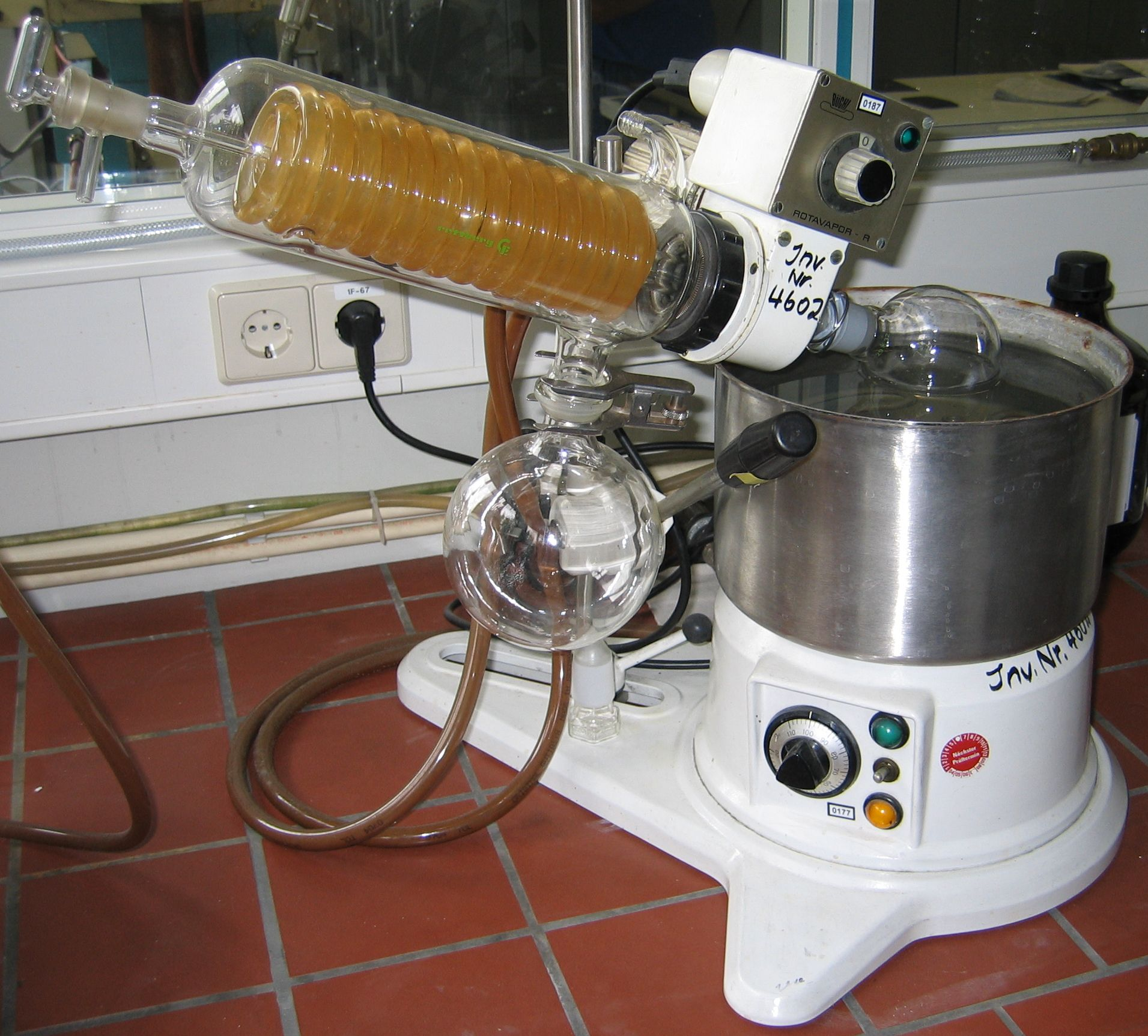
"Apparecchio per preparare distillati ed estratti"

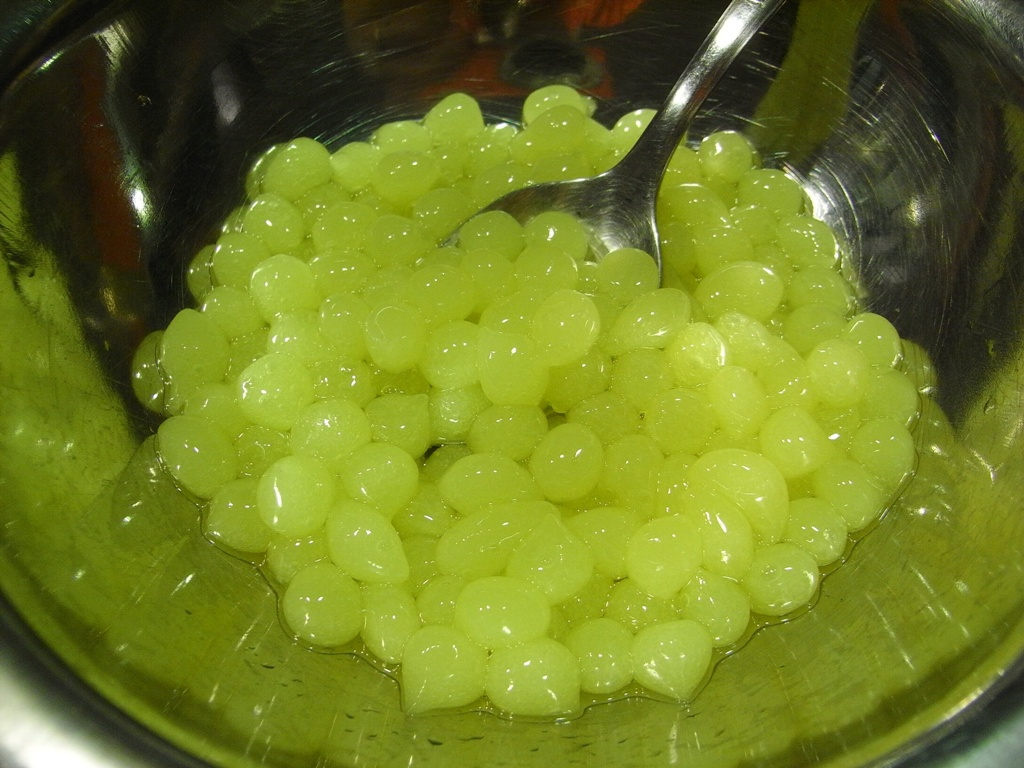
"Apparecchio per sferificare" del succo di mela

Ricorre l'uso di apparecchiature perlomeno insolite e spesso pericolose, tra cui:
- stile di presentazione spesso capriccioso o d'avanguardia, che può includere un impiattamento insolito; solitamente in particolare i dessert sono serviti sul cosiddetto piatto rovescio
- anidride carbonica per aggiungere bolle e realizzare schiume e spume tramite un sifone
- lecitina aggiunta ai liquidi
- azoto liquido, per il congelamento istantaneo e l'abbattimento di temperatura
- macchina gelatiera, spesso usata per realizzare alcuni sapori perlomeno insoliti
- anti-griglia, dispositivo per il raffreddamento e il congelamento di liquidi, olii e gel
- cottura "sous-vide" (sottovuoto), in cui i cibi vengono introdotti in sacchetti di plastica, chiusi con un dispositivo sottovuoto e cotti a bagnomaria o forno a vapore per tempi insolitamente lunghi
- roner, termostati a bagnomaria con agitazione costante dell'acqua
- disidratatori, per eliminare o ridurre l'umidità dei cibi
- centrifuga
- maltodestrine, per trasformare un liquido ad alto contenuto di grassi in una polvere
- edulcoranti, al posto dello zucchero
- enzimi
- lecitina, agente emulsionante ed antiaderente
- idrocolloidi, quali amido, gelatina, pectina e gomme naturali (esempio: agar), usati come agenti addensanti, gelificanti, emulsionanti e stabilizzanti e, a volte, necessarie per creare le schiume
- transglutaminasi, un legante delle proteine, chiamata anche colla a base di carne
- sferificazione, tecnica che utilizza l'alginato di sodio e il cloruro di calcio (o il gluconato e lattato di calcio) per creare cibi con forma simile al caviale
- siringhe per iniettare ripieni insoliti
- carta commestibile a base di soia e fecola di patate, che viene stampata da una stampante a getto d'inchiostro caricata con inchiostri commestibili
- accompagnamento aromatico, realizzato tramite il rilascio di gas aromatici e odori da parte di particolari dispositivi, dal piatto di portata o dal cibo stesso; la sostanza aromatica può essere presentata come guarnizione o impiattamento creativo; l'odore può essere prodotto anche dalla combustione del cibo
- insoliti accostamenti di sapori e di abbinamenti di cibo, tra cui la combinazione di cibi salati e dolci
- ultrasuoni che servirebbero per rendere più precisi i tempi di cottura